# گیاه‌پارچ × هوکریان
گیاه‌پارچ × هوکریان (نام علمی: Nepenthes × hookeriana)، نام گیاه از جوزف دالتون هوکر گرفته شده است. یک دورگه طبیعی رایج شامل گیاه‌پارچ قمقمه‌ای و گیاه‌پارچ رافلزاست. در ابتدا به‌عنوان یک گونه توصیف می‌شد. این یک دورگه طبیعی نسبتاً رایج است که در سرتاسر زمین‌های پست بورنئو، شبه جزیره مالزی، سنگاپور و سوماترا یافت می‌شود. همچنین در جزایر کوچکتر اطراف مانند ناتونا وجود دارد. مانند گونه‌های والدین خود، دورگه به‌طور کلی در پاکسازی‌های آشفته اخیر رشد می‌کند.

## جوره‌های گونه
گیاه‌پارچ × هوکریان جوره الانگاتا (۱۸۷۷)
گیاه‌پارچ × هوکریان شکل الانگاتا (۱۸۷۹)